# Cubilia obscura
Cubilia obscura là một loài bọ cánh cứng trong họ Cerambycidae.